# Débitage Discoïde

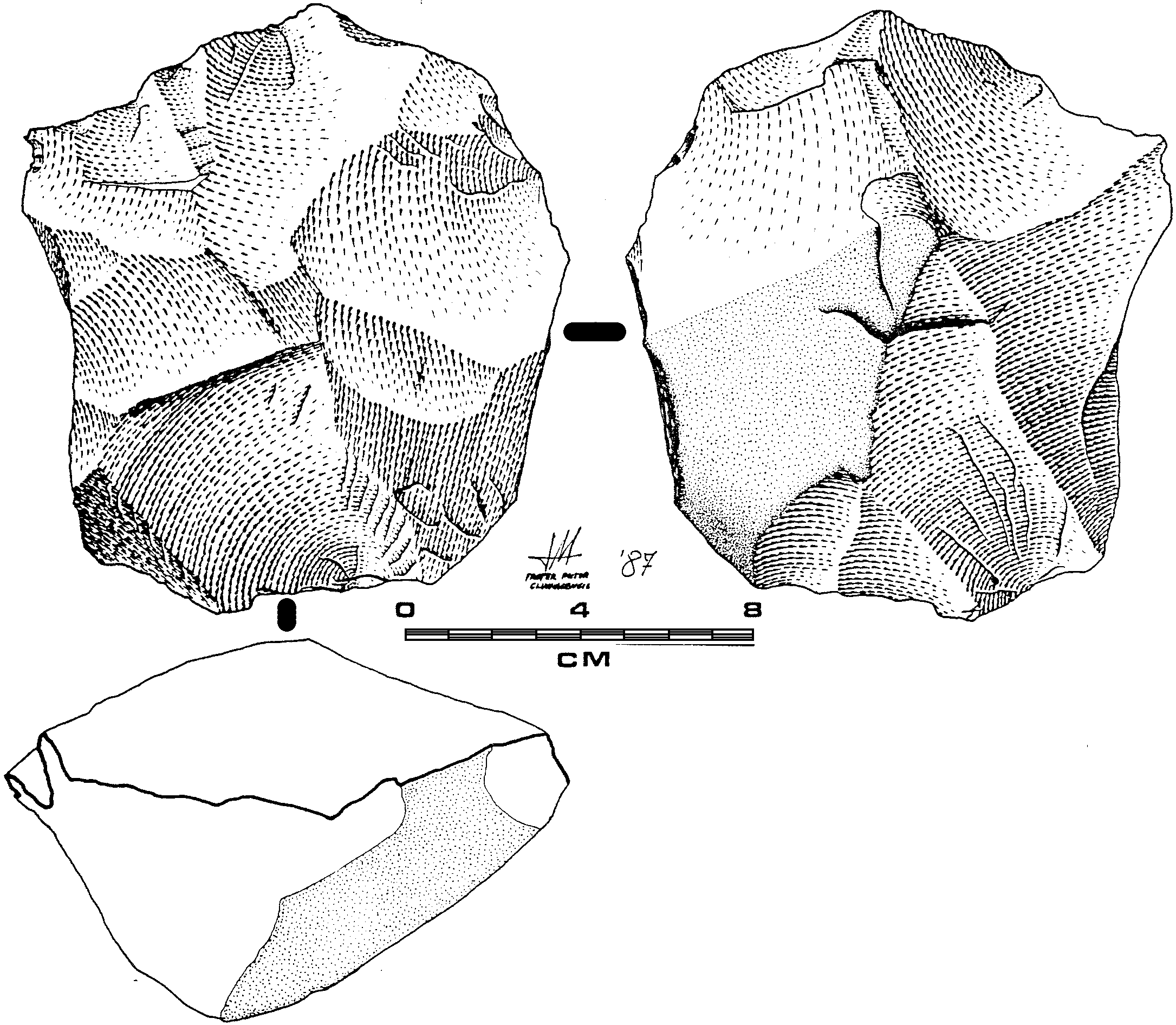
Nucléus discoïde

Le débitage Discoïde est l'une des méthodes de taille de la pierre employées au cours du Paléolithique. Il apparaît dans différentes industries lithiques couvrant un vaste espace géographique et un large champ chronologique mais est surtout caractéristique d'industries appartenant aux phases anciennes et moyennes du Paléolithique.

## Historique
Les préhistoriens du début du XXe siècle appelaient « disques moustériens » de petits nucléus plats qu'ils interprétaient parfois comme des projectiles. Les premières appellations considèrent le terme discoïde comme une morphologie, sans doute dans un objectif typologique, et non comme une technique de débitage. Dans les années 1950, François Bordes est un des premiers à les interpréter comme de véritables nucléus,. Toutefois, il utilise l'expression « nucléus discoïde », qui renvoie donc à sa forme, pour désigner ce qu'il est convenu d'appeler, à la suite des travaux d'Éric Boëda, des nucléus Levallois récurrents centripètes. L'expression « débitage Discoïde » a ensuite été réutilisée dans les années 1990 pour désigner une autre méthode de débitage.

## Caractéristiques
Selon la définition proposée par Éric Boëda « Le débitage discoïde se caractérise par la production d'enlèvements de direction centripète aux dépens d'une ou deux surfaces du nucléus », le débitage Discoïde est caractérisé par le débitage récurrent d'éclats de direction centripède aux dépens d'un nucléus présentant une structure bipyramidale, comportant deux surfaces convexes et non hiérarchisées (chacune peut être alternativement utilisée comme surface de débitage et comme surface de plan de frappe) à l'opposé du débitage Levallois. Le plan de fracturation des éclats est sécant avec le plan d'intersection de deux surfaces du nucléus. Les produits recherchés sont des éclats comportant deux tranchants convergents opposés à un dos de débitage, nommés « pointes pseudo-Levallois ». Il est possible alors de parler de débitage Discoïde stricto sensu. Les éclats sont prédéterminants et prédéterminés, ce qui signifie qu'ils sont sélectionnés pour donner une forme particulière au nucléus et donc préparer le débitage des autres éclats. On a donc un préparation préalable du nucléus. Le tailleur débite autour du bloc de pierre en conservant la même orientation sécante. On a comme produit de ces débitages quatre types : Les pointes pseudo-Levallois et les éclats débordants, tous deux avec des enlèvements de direction cordale, puis des éclats quadrangulaires et d'autres plus larges que long avec des enlèvements de direction centripède.
Depuis la publication de cette définition, une certaine variabilité a été mise en évidence dans les séries archéologiques comportant des débitages Discoïdes : dans certains cas, les surfaces peuvent être hiérarchisées,, dans d'autres le plan de fracturation des enlèvements prédéterminés peut être quasiment parallèle au plan d'intersection des deux surfaces,. Les produits peuvent alors avoir un tranchant aigu sur toute leur périphérie à l'exception du talon. Il est possible alors de parler de débitage Discoïde lato sensu.